# Chiesa dei Santi Faustino e Giovita (Sorbolo Mezzani)
La chiesa dei Santi Faustino e Giovita, nota anche come pieve di Sorbolo, è un luogo di culto cattolico dalle forme neoclassiche situato in piazza della Libertà a Sorbolo, frazione di Sorbolo Mezzani, in provincia e diocesi di Parma; è sede di una parrocchia compresa nella zona pastorale della Bassa.

## Storia
La chiesa è menzionata per la prima volta in un lascito testamentario del 15 giugno 835 della regina Cunegonda, vedova del re dei Longobardi Bernardo.
Pesantemente danneggiato dal terremoto del 1831, l'edificio subì una radicale ristrutturazione in seguito alla quale assunse l'attuale aspetto neoclassico. Restauri effettuati dopo il terremoto del 1971 hanno riportato alla luce, in corrispondenza dell'abside, tracce di una preesistente ecclesia romanica.

## Descrizione

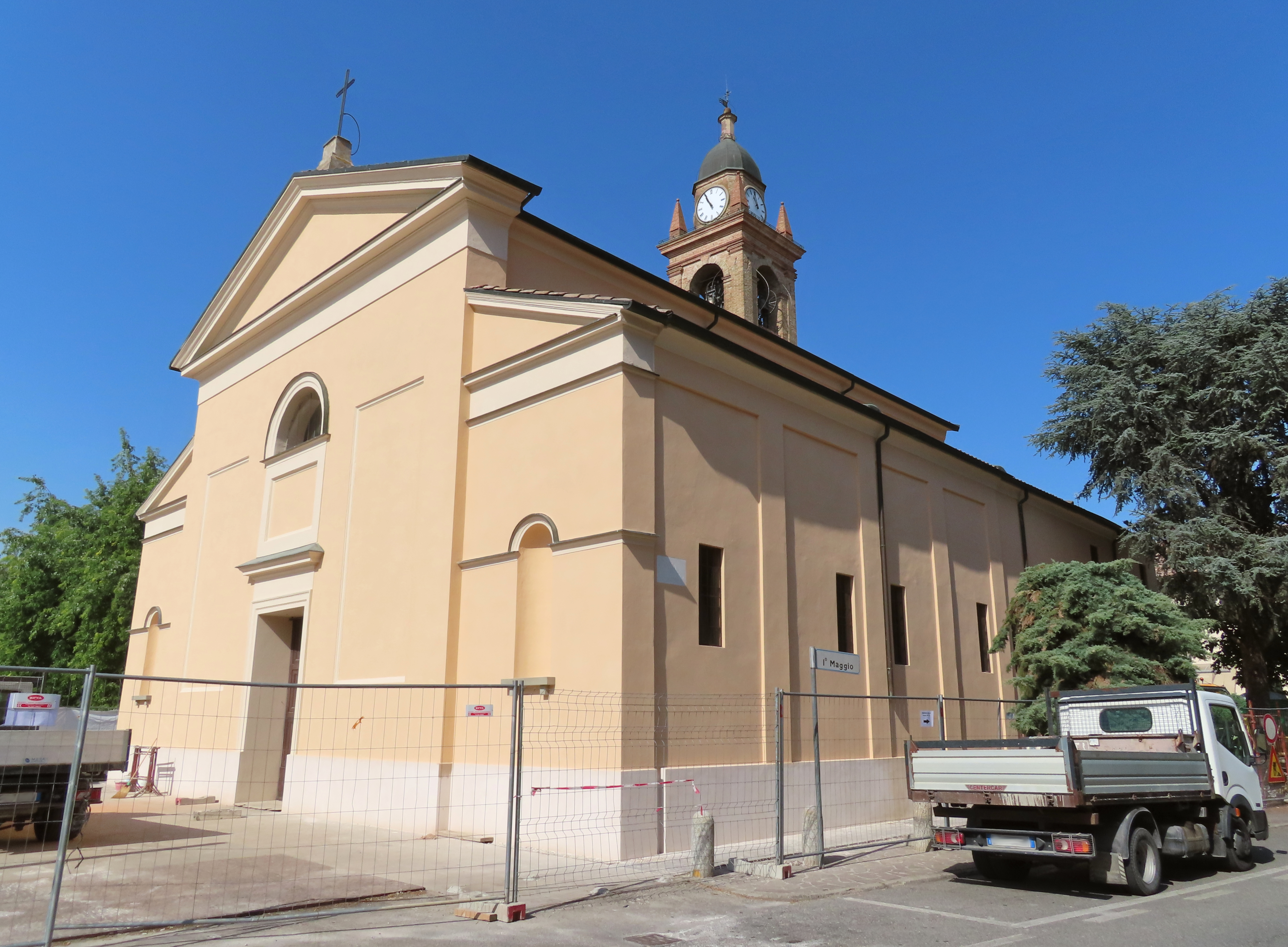
Facciata e lato sud

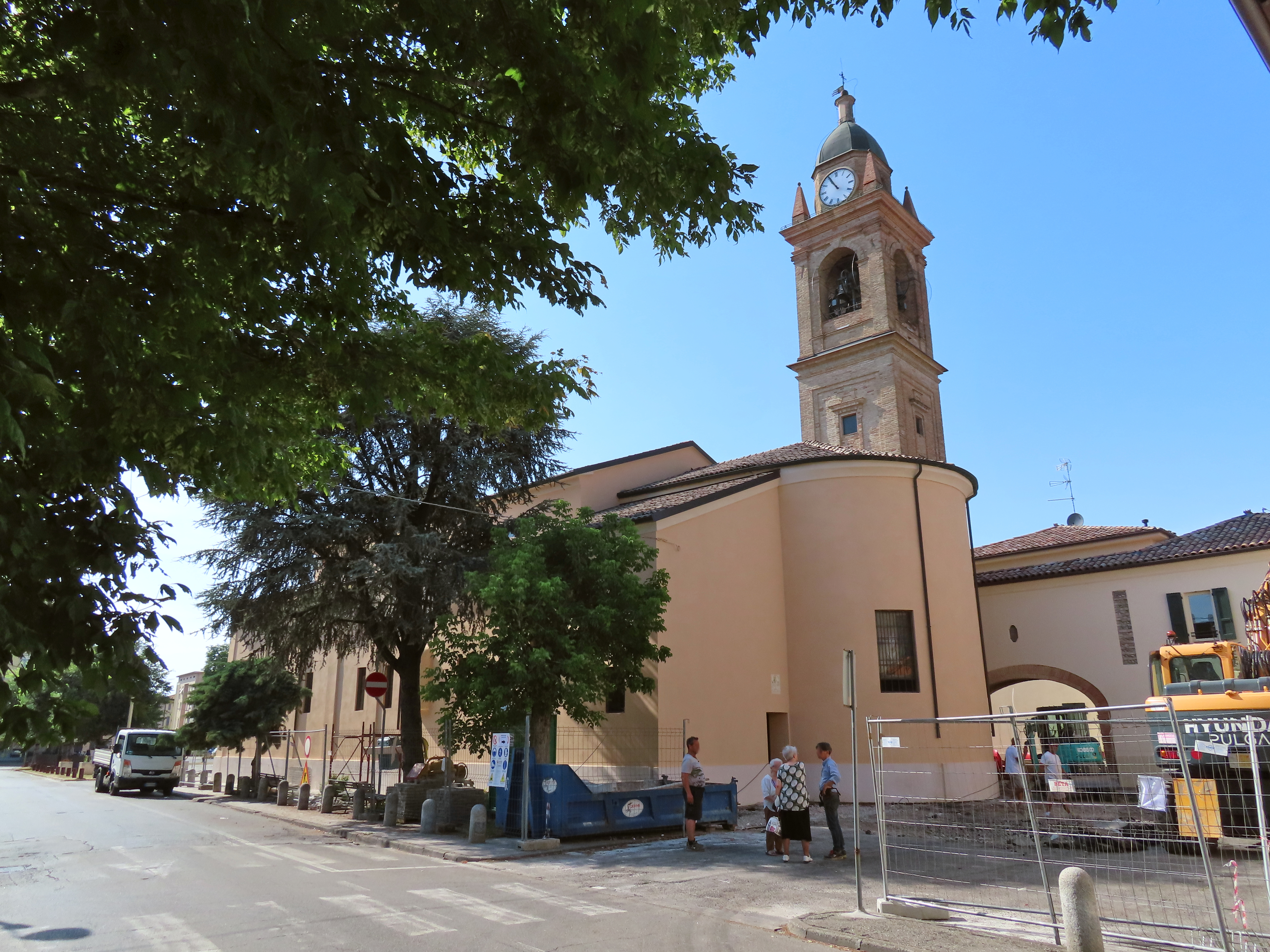
Abside e lato sud

La chiesa si sviluppa su pianta rettangolare a 3 navate, con l'ingresso rivolto a est e presbiterio absidato a ovest.

### Interno
L'interno, a tre navate, consta di sei altari laterali, oltre a quello maggiore. Di particolare pregio storico-artistico è l'ottocentesco organo Serassi, recentemente restaurato. Gli altari sono ornati da alcuni dipinti di scuola parmigiana (come la pala dell'altare maggiore raffigurante il Martirio dei SS. Faustino e Giovita, opera di Giuseppe Peroni del 1748) e bolognese (Assunzione), risalenti ai secoli XVII-XVIII.